# Fran González (2005)
Francisco Javier (Fran) González Pérez (León, 24 juni 2005) is een Spaans voetballer die doorgaans als doelman speelt. Hij staat onder contract bij Real Madrid.

## Clubcarrière
González speelde in de jeugd bij Cultural Leonesa, waarna hij in 2022 werd opgenomen in de jeugdopleiding van Real Madrid. Op 25 mei 2024 debuteerde hij onder de lat voor Real Madrid Castilla, het reserveteam van Real Madrid, tegen Málaga CF (1-2). Vanaf het seizoen 2024/25 kreeg hij vaker een basisplaats.
Door blessures bij zowel Thibaut Courtois als Andrij Loenin, mocht González op 5 april 2025 debuteren in het eerste van Real Madrid, in de competitiewedstrijd tegen Valencia CF (1-2).

## Statistieken
| Seizoen | Club                 | Competitie         | Competitie | Competitie | Beker | Beker | Overig | Overig | Totaal | Totaal |
| Seizoen | Club                 | Competitie         | Wed.       | Dlp.       | Wed.  | Dlp.  | Wed.   | Dlp.   | Wed.   | Dlp.   |
| ------- | -------------------- | ------------------ | ---------- | ---------- | ----- | ----- | ------ | ------ | ------ | ------ |
| 2023/24 | Real Madrid Castilla | Primera Federación | 1          | 0          | 0     | 0     | 0      | 0      | 1      | 0      |
| 2024/25 | Real Madrid Castilla | Primera Federación | 16         | 0          | 0     | 0     | 0      | 0      | 16     | 0      |
| 2024/25 | Real Madrid          | La Liga            | 1          | 0          | 0     | 0     | 0      | 0      | 1      | 0      |
| Totaal  | Totaal               | Totaal             | 18         | 0          | 0     | 0     | 0      | 0      | 18     | 0      |

Bijgewerkt op 5 april 2025.